# MEDA
Program Meda (ang. MEDA programme) – program wsparcia Unii Europejskiej dla krajów partnerskich basenu Morza Śródziemnego. Opracowany i uruchomiony przez Radę Europejską na lata 1995–1999 r. z budżetem 4,685 mld euro. Meda jest głównym instrumentem finansowym w ramach Partnerstwa Euromed (partnerstwa europejsko-śródziemnomorskiego). Program ten oferuje wsparcie techniczne i finansowe reform ekonomicznych oraz socjalnych w krajach należących do Partnerstwa:
- Algieria
- Egipt
- Jordania
- Liban
- Maroko
- Syria
- Tunezja
- Turcja
- Autonomia Palestyńska

Cele programu:
- wspieranie reform gospodarczych,
- ustanowienie stref wolnego handlu pomiędzy państwami UE a krajami basenu Morza Śródziemnego,
- tworzenie nowych miejsc pracy,
- rozwój sektora prywatnego,
- poprawa warunków funkcjonowania i wsparcie dla małych i średnich przedsiębiorstw,
- wspieranie inwestycji,
- współpraca przemysłowa, handlowa i kulturalna pomiędzy krajami UE i krajami basenu Morza Śródziemnego,
- poszerzenie współpracy regionalnej, lokalnej oraz międzynarodowej,
- poprawa infrastruktury gospodarczej w tym rejonie,
- transport, woda, energia,
- rozwój społeczny: edukacja, zdrowie, społeczeństwo obywatelskie, rozwój lokalny, zatrudnienie i szkolenia zawodowe.

Po zakończeniu edycji programu Meda (I) UE uruchomiła drugą edycję programu – Meda II. Celem Meda II jest przekształcenie Basenu Morza Śródziemnego w obszar dialogu, wymiany i współpracy gwarantujący pokój, stabilizację i rozwój; wzmocnienie dialogu politycznego, rozwój współpracy gospodarczej i finansowej, rozwój partnerstwa w dziedzinie społecznej, kulturalnej i humanitarnej, oraz utworzenie do 2010 roku strefy wolnego handlu. Budżet programu Meda II na lata 2000–2006 to 5,350 mld euro.
Założenia i cele nie zmieniły się i były nadal realizowane w drugiej edycji programu.
Od roku 2007 program Meda zastąpiony został przez Europejski Instrument Sąsiedztwa i Partnerstwa.